# Carolus Andriamatsinoro
Carolus Charles Andriamatsinoro (Mahajanga, 6 luglio 1989) è un calciatore malgascio, attaccante dell'Al-Rawdhah e della nazionale malgascia.

## Carriera

### Club
Ha giocato nel campionato malgascio, algerino e saudita.

### Nazionale
Ha debuttato in nazionale nel 2009 e, finora, ha realizzato 7 reti, comprese le tre nelle qualificazioni alla Coppa d'Africa 2019, la prima edizione in cui ha partecipato la selezione malgascia.

## Palmarès

### Club

#### Competizioni nazionali
- Campionato algerino: 1

USM Alger: 2013-2014, 2015-2016

#### Competizioni internazionali
- Champions League araba: 1

USM Alger: 2012-2013

### Individuale
- Capocannoniere della Prima Divisione (Arabia Saudita): 1

2018-2019 (22 reti)